# Сагиндыков, Елеусин Наурызбаевич
Елеусин Наурызбаевич Сагиндыков (01.05.1947, Хобдинский район, Актюбинская область, Казахская ССР) — казахстанский государственный и политический деятель, был акимом Актюбинской области с июля 2004 по июль 2011 года, доктор экономических наук.

## Биография
Елеусин Наурызбаевич Сагиндыков родился 1 мая 1947 года в Хобдинском районе Актюбинской области.
Сагиндыков в 1977 году закончил Актюбинский педагогический институт, а в 1990 году — Западно-Казахстанский сельскохозяйственный институт, по специальностям учитель математики и инженер-механик соответственно.
Трудовую деятельность начал в 1965 году преподавателем физвоспитания Уилского СПТУ-196, работал преподавателем Темирского индустриально-педагогического техникума. Затем Сагиндыков служил в Советской Армии.
C 1971 по 1974 годы работал преподавателем и мастером производственного обучения ПТУ-100 в Актюбинске, с 1974 по 1977 годы — заместителем директора по учебно-воспитательной работе ГПТУ-107, а с 1977 по 1980 годы — заместителем начальника областного управления профессионально-технического образования.
В 1980 — 1985 годах Сагиндыков был инструктором обкома Компартии Казахстана, а в 1985 — 1988 годах — начальником областного управления профессионально-технического образования.
С 1988 по 1990 годы работал заведующим идеологическим отделом обкома Компартии Казахстана г. Актюбинск, а с 1990 по 1992 годы — начальником областного управления народного образования.
С 1992 по 1994 годы был заместителем министра образования РК, а с 1994 по 1995 годы — консультантом Верховного Совета РК.
В 1995 году работал директором колледжа строительства и менеджмента в городе Алматы, заместителем министра образования РК. В том же году был назначен на должность заместителя акима Актюбинской области, в которой проработал до 1996 года, когда был выбран на должность акима города Актобе Актюбинской области. В этой должности он проработал до 2002 года.
С 2002 по 2004 годы был депутатом Сената Парламента РК от Актюбинской области.
С июля 2004 года — аким Актюбинской области.
22 июля 2011 года указом главы государства освобождён от должности акима Актюбинской области в связи с переходом на другую работу.

## Награды
- Орден «Барыс» II степени (12.2007)
- Орден «Курмет»
- Медаль «Астана»
- Почётный знак «За заслуги в развитии профтехобразования СССР»
- Орден «Содружество» (28 ноября 2013 года, Межпарламентская ассамблея СНГ) — за активное участие в деятельности Межпарламентской Ассамблеи и её органов, вклад в укрепление дружбы между народами государств — участников Содружества Независимых Государств[1]